# Essos
En el mundo de fantasía creado por George R. R. Martin, Canción de hielo y fuego, Essos es el más grande de los continentes del mundo conocido. 

## Geografía
Essos se encuentra al este de Poniente y al norte de Sothoryos. Conecta al norte con el Mar de los Escalofríos y al sur con el Mar del Verano y el Mar de Jade. La extensión del continente de Essos aún se desconoce en la saga, marcándose el límite de las tierras conocidas en las Tierras Sombrías más allá de la ciudad de Asshai.
Debido a su extensión, el continente presenta un clima muy variable, siendo más caluroso en el sur y el centro, y más frío en el norte. Culturalmente es también muy distinto entre sí, por un lado, el occidente se ve influenciado por el legado del Feudo Franco de Valyria. En la zona noroeste se encuentran los desaparecidos Reinos de Sarnor, los cuales fueron destruidos por los Dothrakis durante el llamado Siglo Sangriento. En el centro destaca el inmenso Mar Dothraki, lugar de interminables planicies y llanuras donde habitan los khalasars Dothrakis, incluyendo la única ciudad Dothraki, Vaes Dothrak. Al norte de Essos encontramos la gran isla de Ibben, una fría isla donde habitan los velludos ibbeneses, donde habitan mamuts y se encuentran abundantes ballenas.
La zona oriental de Essos es la más desconocida debido a que apenas está cartografiada. Al sur del Desierto Rojo se encuentra la rica ciudad de Qarth, una auténtica encrucijada de las rutas entre Poniente, las Ciudades Libres, la Bahía de los Esclavos y Asshai. Más al este se encuentran los bosques de la región de Yi Ti, un lugar habitado por humanos de ojos rasgados y gobernados por un dios emperador. Más al norte de Yi Ti se encuentran las llanuras donde habitan los pueblos seminómadas de Jogos Nhai, tribus de guerreros nómadas que montan cebras y tienen una larga historia de animadversión con el reino de Yi Ti. Más incluso al este apenas se tiene documentación y todo en la saga se sustenta mediante leyendas e historias de viajeros. Allí se encuentran los desiertos de Mossovy y el Desierto Gris, calificados como llanuras frías, tratándose probablemente de tundras que se extienden más allá del mundo conocido. Las únicas ciudades que se hallan son ciudades apenas conocidas como D'Kath o Nefer. En la zona sureste se hallan los lejanos puertos de Asshai y las extrañas Tierras Sombrías.

## Regiones

### Andalia
Andalia es una región situada en la parte occidental del continente de Essos, al sur de Braavos y al este de la Costa Braavosi. Está compuesta principalmente por colinas y allí nace el río Alto Rhoyne. La zona sur de su frontera meridional se conoce como las Colinas de Terciopelo. Es considerado el origen histórico de los Ándalos.
Los Ándalos les arrebataron esos territorios a los hombres peludos que la habitaron antes que ellos, primos de los hombres peludos de Ibben y fundaron su reino. Fue el lugar donde se originó la Fe de los Siete y su primer rey fue el legendario Hugor de la Colina.
Escapan de la expansión del Feudo Franco de Valyria, pero se ven arrojados hacia el continente de Poniente, produciéndose una invasión casi seis mil años antes de la Guerra de la Conquista. Desde este éxodo, no queda casi nada de la cultura originaria de los Ándalos en Andalia.

### Asshai
La ciudad de Asshai se halla en la zona sureste de Essos, ubicada en el Estrecho de Azafrán que separa los continentes de Essos y Ulthos.
Asshai destaca por ser una ciudad construida con piedra negra, lo que sumado a su cercanía con las enormes montañas de las Tierras Sombrías le hace tener siempre un aspecto tenebroso y oscuro al estar invadida por sombras. Asshai se ubica también en la desembocadura del río Cenizas, que destaca por ser un río de aguas negras no potables, lo que hace que el agua potable tenga que ser llevada a Asshai mediante barcos. La comida tampoco abunda por lo poco fértiles que son las tierras que rodean a la ciudad. Sin embargo, Asshai destaca por ser una ciudad exportadora de ricos minerales y piedras preciosas, lo que hace que el comercio con otros lugares sea algo común, incluso con el lejano Poniente.
Los habitantes son vistos con desconfianza en el resto del mundo, ya que los asshaitas tienen fama de ser nigromantes, domadores de sombras y brujos. Sus habitantes visten siempre con velo o túnica y se hacen transportar en palanquines por sus esclavos. No se tiene constancia de que existan niños en la ciudad.
Asshai tiene una lengua propia que es descrita como ululante y estridente, aunque se sabe que en la ciudad se conoce también el alto valyrio y la Lengua Común debido al abundante contacto con otras tierras.

### Bahía de los Esclavos
La Bahía de los Esclavos es una región ubicada en la costa de sur del continente de Essos. Las tres principales ciudades de la Bahía de los Esclavos son: Astapor, Yunkai y Meereen.
La Bahía de los Esclavos hace su primera aparición en el libro Choque de reyes, segundo volumen de la saga, cuando el personaje de Daenerys Targaryen llega a la ciudad de Astapor. La Bahía se verá sumida en las campañas de conquista de Daenerys en su cruzada por liberar a los esclavos.
La Bahía de los Esclavos fue el núcleo del Imperio Ghiscari, una civilización destruida por su guerra contra el Feudo Franco de Valyria (esto tiene como inspiración las Guerras púnicas entre Roma y Cartago) miles de años antes de los sucesos narrados en la saga. La cultura ghiscaria permanece en la Bahía de los Esclavos, ya que sus habitantes se creen los herederos del antiguo Imperio, manteniendo sus culturas y tradiciones. Las ciudades de Astapor, Yunkai y Meereen se alzaron sobre las ruinas del Imperio y mantuvieron su legado, siendo tres ciudades ricas monopolio del comercio de esclavos.
En la adaptación televisiva Juego de tronos, la Bahía es rodada en las ciudades de Dubrovnik, Split y la costa del Mar Adriático en el país de Croacia.

### Ibben
Ibben es un archipiélago situado en el Mar de los Escalofríos, en la costa norte del continente de Essos. Su capital es la ciudad de Puerto de Ibben, situada en la mayor isla del archipiélago, Ib.
El archipiélago de Ibben está formado por varias islas, siendo la mayor de ellas, con diferencia, la isla de Ib, donde se ubica Puerto de Ibben. Las otras islas son de pequeño tamaño. Ibben también fundó algunas colonias en el continente de Essos, como Nueva Íbica.
Ibben es regida por el Consejo de la Sombra, elegidos por el consejo de los Mil. Este Consejo dicta las leyes de Ibben; una de estas leyes es la prohibición de cualquier extranjero a viajar fuera de los muros de Puerto de Ibben siempre y cuando no esté acompañado.
Los ibbeneses son descritos como hombres de estatura baja, velludos y corpulentos. Su alimentación se basa principalmente en la ballena, la cual puebla la Bahía de las Ballenas, al sur de Ibben. Los ibbeneses destacan también por ser avezados marineros, expertos en la caza de ballenas y armados con escudos de piel y hachas de guerra.

### Lhazar
Lhazar es una región de tierras semiáridas al sur del Mar Dothraki.
Es una región de pastizales y colinas, habitada por los lhazareenos, un pueblo pacífico de pastores de ganado que adora al Gran Pastor. Lhazar limita con el Mar Dothraki al norte y la Bahía de los Esclavos al sur. Está conectada a Meereen a través del Paso Khyzai en las montañas.
Las tres ciudaes conocidas de la región son Hesh, Lhazosh y Kosrak. Al noreste se encuentran las ruinas de Vaes Mejhah y Krazaaj Has.

### Mar Dothraki
El Mar Dothraki es un área interior del continente compuesta por una amplia planicie de pasto, con hierbas más altas que una persona. Está habitada por el pueblo Dothraki, cuya única ciudad es Vaes Dothrak.

### Qarth
La ciudad de Qarth se sitúa en la costa sur del continente de Essos. Al oeste limita con la Bahía de los Esclavos, al sur con la isla de Gran Moraq, al este con los bosques de los reinos de Yi Ti y al norte con el vasto Desierto Rojo.
Qarth se halla en la encrucijada del comercio en Essos de los barcos que viajan entre Poniente y Asshai, lo que hace que sea punto central del comercio. Todo esto ha hecho que Qarth sea una ciudad rica y opulenta. La ciudad está fuertemente defendida por unas murallas triples cada una de mayor tamaño. El interior de la ciudad cuenta con casas ricamente decoradas y pintadas, con abundantes y grandes plazas públicas donde los templos, las tabernas, los prostíbulos, etc. se apiñan juntos.
El gobierno de Qarth recae sobre los llamados Sangrepura, los descendientes de los antiguos reyes de Qarth, los cuales están al mando de la vida política y militar de la ciudad. Por otro lado, el poder económico recae sobre los príncipes mercaderes, los cuales se puede decir que ostentan el poder real en Qarth.

### Sarnor
El Reino de Sarnor fue una antigua nación ubicada en las praderas de Essos.
El corazón de las llanuras del reino está ocupado por los pequeños lagos que antaño formaron parte del Mar de Plata. Se encuentra al noroeste del Mar Dothraki, al oeste de los Reinos de los Ifequevron y del Reino de Omber y al este del Bosque de Qohor. Delimita al norte con el Mar de los Escalofríos, donde desemboca el gran río Sarne, que lo surca desde su nacimiento en el Mar Dothraki. Al este se ubican dos lagos y un segundo río que acaba en la Bahía de los Colmillos.
La región está atravesada por varias carreteras valyrias que enlazan Vaes Khewo y Saath con Vaes Khadokh, y ésta con Qohor.

### Yi Ti
Yi Ti es una región de Essos localizada el este de Qarth y al noroeste de Asshai. Está situada en la costa del Mar de Jade.
La historia de Yi Ti se remonta hasta los albores de la existencia del mundo de la saga. Según los maestres de la obra ahí surgieron civilizaciones como los sarnori o los ghiscarios, que posteriormente formarían el Reino de Sarnor y el Imperio Ghiscari. Yi Ti antaño era una región donde existía un gran mar interior llamado Mar de Plata.
La región destaca por tener una geografía boscosa donde se conocen cuatro ciudades: Yin, Jinqi, Asabhad y Tiqui. A Yi Ti también pertenecen las islas de Leng y la Isla de los Látigos, gobernada la primera por una Diosa Emperatriz desde tiempos remotos. Al norte de Yi Ti se hallan dos grandes lagos, el Mar Menguante y el Mar Sangrante. Pero sin duda, lo que más destaca de la región es su gran cantidad de bosques, existiendo toda clase de leyendas y mitos respecto a ellos.
La región es gobernada por el Imperio Dorado de Yi Ti, regido por un Dios Emperador que es considerado una deidad, aunque su autoridad apenas sobrepasa los límites de su capital, delegando el gobierno del imperio en administradores y señores locales. En su larga historia, el Imperio Dorado ha vivido etapas de apogeo y decadencia; un emperador conocido como Jar Har llegó a obligar a pagar tributo a Qarth o el Imperio Ghiscari. 400 años antes del inicio de la saga, la isla de Leng se independizó del Imperio Dorado.